# A little wonder
『a little wonder』（ア・リトル・ワンダー）は、近藤隆の1枚目のオリジナルアルバム。2008年9月3日にポニーキャニオンから発売された。

## 概要
近藤隆の歌手活動1作目の作品で、オリジナル曲、カバー曲を含めた、様々なジャンルの楽曲が収録されている。また、フルアルバムにもかかわらずミニアルバムほどの製作期間しかなかったため、様々な苦労をしたと語っている。
「深紅の闇」の編曲はSPLAYが手掛けている。また、演奏参加も同グループがしており、ギターは向井隆昭、園木理人、ベースは東俊介、ドラムは道本卓行が担当している。
本作の発売を記念したリリース記念イベントが2008年10月26日に開催された。内容はライブ公演と握手会。

## 批評
『CDジャーナル』は、リズム・アンド・ブルースの楽曲を中心にした作品であるが、「深紅の闇」のようなロックテイストが入り混じった振れ幅の広さを感じさせる作品である。」と批評した。

## 収録曲
1. a little wonder [1:27]
作詞：山田ひろし、作曲・編曲：深澤秀行
2. 深紅の闇 [4:12]
作詞・作曲：向井隆昭、編曲：SPLAY
3. Here I am [4:08]
作詞：山田ひろし、作曲：羽場仁志、編曲：佐々木章
4. 君に出会った日から [5:20]
作詞・作曲：河口京吾、編曲：山崎燿
キム・ジョンフンの同名曲のカバー。
5. シンジアウコト [4:55]
作詞：山田ひろし、作曲：岸正之、編曲：佐々木章
6. キセキじゃない [4:46]
作詞：山田ひろし、作曲：羽場仁志、編曲：佐々木章
7. 天使じゃなくたって [5:01]
作詞：山田ひろし、作曲・編曲：山崎燿
8. Cause it's you [4:19]
作詞：山田ひろし、作曲：岸正之、編曲：佐々木章
9. 雨のパズル [4:54]
作詞：山田ひろし、作曲・編曲：山崎燿
10. 君が好きなのはあの頃の僕 [3:45]
作詞：山田ひろし、作曲・編曲：吉山隆之、コーラス編曲：比山貴咏史
11. 少年期 [3:46]
作詞：武田鉄矢、作曲：佐孝康夫、編曲：山崎燿
武田鉄矢の同名曲のカバー。
12. Sakura addiction [4:36]
作詞：向井隆昭、作曲：向井隆昭・道本卓行、編曲：佐々木章
新規レコーディングのアレンジ（ソロセルフカバー）バージョン。

## 参加ミュージシャン
- ギター：佐々木章
- ピアノ：山崎燿
- ベース：池間史規、宮野和也
- ドラムス：滝本裕、田々井悟
- コーラス：比山貴咏史（#10）、小田原友洋
- ストリングス：真部裕（ヴァイオリン）、大先生室屋（ヴィオラ）、田井智紀（チェロ）
- プログラミング：佐々木章、山崎耀、深澤秀行、吉山隆之
- トラック・メイク・アシスタント：内田堅男